# Замолодчикова Олена Михайлівна
Олена Михайлівна Замолодчикова (рос. Елена Михайловна Замолодчикова, 19 вересня 1982) — російська гімнастка, олімпійська чемпіонка.

## Виступи на Олімпіадах
| Олімпіада   | Дисципліна        | Місце              |
| ----------- | ----------------- | ------------------ |
| Сідней 2000 | абсолютний залік  | 6                  |
| Сідней 2000 | командний залік   | 2                  |
| Сідней 2000 | вільні врави      | 1                  |
| Сідней 2000 | опорний стрибок   | 1                  |
| Сідней 2000 | різновисокі бруси | =11 (кваліфікація) |
| Сідней 2000 | колода            | =38 (кваліфікація) |
| Афіни 2004  | абсолютний залік  | 20 (кваліфікація)  |
| Афіни 2004  | командний залік   | 3                  |
| Афіни 2004  | вільні врави      | 35 (кваліфікація)  |
| Афіни 2004  | опорний стрибок   | 4                  |
| Афіни 2004  | різновисокі бруси | 51 (кваліфікація)  |
| Афіни 2004  | колода            | =31 (кваліфікація) |